# KT Corporation
KT Corporation (Hangul: 케이티 주식회사), tidigare Korea Telecom, är Sydkoreas största telekommunikationsföretag.
Det är ett statligt företag och Sydkoreas äldsta teleoperatör och dominerar därmed den lokala marknaden för fasta telefonnät och bredband. Det betjänar cirka 90 procent av landets fasta telefoniabonnenter och 45 procent av höghastighetsinternetanvändarna i landet.